# 구 목포부립병원 관사
구 목포부립병원 관사는 대한민국 전라남도 목포시, 목포 근대역사문화공간 내에 있는 일제강점기의 건축물이다. 2018년 8월 6일 대한민국의 국가등록문화재 제718-5호로 지정되었다.

## 개요
목포 동양척식주식회사와 사거리의 대각선 방향 건너편에 위치하였던 구 목포부립병원의 원장 관사로 사용되었던 것으로 추정되는 대규모 저택으로 근대기 동양척식주식회사 주변 시가지 및 구 목포부립병원의 흔적과 기억, 당시 상류층 일식주택의 건축형식을 보여주는 건축물이다.

## 같이 보기
- 목포 근대역사문화공간

## 참고 자료
- 구 목포부립병원 관사 - 국가유산청 국가유산포털